# René Léopold Steyaert
René Léopold Alix Ghislain Jules Steyaert (* 5. Mai 1905 in Schaerbeek; † 21. Oktober 1978 in Ixelles) war ein belgischer Botaniker und Phytopathologe, der lange Zeit in Belgisch-Kongo tätig war. Sein offizielles botanisches Autorenkürzel lautet „Steyaert“

## Leben
Steyaert verbrachte den Großteil seines Mittelschulunterrichts während des Ersten Weltkriegs in England. Ab 1923 absolvierte er ein Agraringenieurstudium  am Institut Agronomique de l’Etat in Gembloux, das er 1927 abschloss. Von Juni bis September 1926 führte er ein Praktikum in Mykologie und Phytopathologie an der Staatlichen Station für Phytopathologie in Gembloux unter der Leitung von Emile Marchal (1871–1954) durch. 1927 und 1929 veröffentlichte er seine ersten beiden Schriften über die Kryptogamenflora und pflanzenparasitische Pilze in Belgisch-Kongo. Nach seinem Militärdienst und einem weiteren Praktikum an der Station für Phytopathologie heiratete er Anne-Marie Detry (1904–1988). Das Paar hatte zwei Töchter und einen Sohn, die in Belgisch-Kongo geboren wurden.
Steyaerts Karriere in Belgisch-Kongo begann im April 1929 in Boma. Er war zunächst Agronom erster Klasse im Kolonialministerium und wurde 1934 Mitarbeiter am Nationalen Institut für agronomische Studien im Kongo (Institut National pour l’Etude Agronomique du Congo Belge, INEAC). 1939 wurde er zum Leiter der Abteilung für Phytopathologie und landwirtschaftliche Entomologie ernannt.  Während seines Urlaubs im Jahr 1940 holte er seine Familie, die zu der Zeit in Kapstadt lebte, nach Belgisch-Kongo. Steyaert wurde Leiter der Bambesa-Station des INEAC und kehrte im September 1946 nach Belgie zurück. Sein Aufenthalt in Bambesa gipfelte in der Veröffentlichung von zwanzig Schriften zur zentralafrikanischen Phytopathologie, in denen er sich Krankheiten der Baumwolle, des Kaffees und der Ölpalme widmete. Ferner schrieb er über Studienreisen nach England, Britisch-Ostafrika, Südafrika und Französisch-Äquatorialafrika. Am 1. Juli 1947 wurde er Mitarbeiter bei der Kommission zur Erforschung der Flora von Belgisch-Kongo und Ruanda-Urundi. Er arbeitete zunächst auf dem Gebiet der tropischen Phytopathologie und Mykologie, unter anderem an der Systematik der Gattungen Pesialotia und Monochaetia. 1949 stellte er die neuen Gattungen Truncatella und Pestalotiopsis auf. Daneben beschrieb er neue Arten der Gattungen Cassia und Sida. Von Juni 1952 bis Juli 1953 reorganisierte Steyaert auf Wunsch der FAO die phytopathologischen Bereiche des Iran. Er schrieb ein Handbuch über die Baumkrankheiten des Landes, das  1959 in Teheran veröffentlicht und von A. Manoutchery sowie Gh. Sharif ins Persische übersetzt wurde. Vom 1. Januar 1963 bis zum 31. Dezember 1964 war Steyaert im Bildungsministerium beschäftigt. Danach wurde er in den Mitarbeiterstab des Königlichen Belgischen Instituts für Naturwissenschaften aufgenommen, wo er zunächst zum stellvertretenden Direktor und am 1. April 1965 zum Administrator ernannt wurde. Im März 1968 wurde er Administrator am Botanischen Garten Meise. Im Juni 1970 wurde er in den Ruhestand versetzt.

## Dedikationsnamen
Nach Steyaert sind die Arten Ganoderma steyaertanum B.J.Sm. & Sivasith., 2003 und Pestalotiopsis steyaertii Mordue, 1985 benannt.